# La Anunciación (El Greco, retablos del Hospital Tavera)
La Anunciación es uno de los temas más repetidos en el corpus pictórico del Greco, Según Harold Wethey, este artista lo pintó al menos doce veces —tres en la etapa italiana y nueve en la española— a menudo con la participación de su taller. El presente lienzo es el último de esta temática en el que intervino el Greco, quien debió iniciarlo, siendo terminado por su hijo, Jorge Manuel Theotocópuli.

## Temática de la obra
El episodio de la Anunciación relata la aparición del arcángel Gabriel, con el fin de anunciar a la Virgen María que sería la madre de Jesús por obra del Espíritu Santo. Este pasaje está narrado en el evangelio de Lucas (Lc 1:26-39).

## Introducción
Este lienzo estaba destinado a uno de los Retablos del Hospital Tavera, y es una de las últimas obras en las que intervino el Greco. En principio era para el retablo lateral derecho pero, debido a la muerte del maestro y a los problemas que tuvo Jorge Manuel, puede que nunca fuera colocado allí. A finales del siglo XIX fue mutilado en su parte superior, actualmente conocida como Concierto de ángeles. El presente lienzo quedó reducido a la escena de la Anunciación y a la parte inferior de un rompimiento de gloria.

## Análisis de la obra

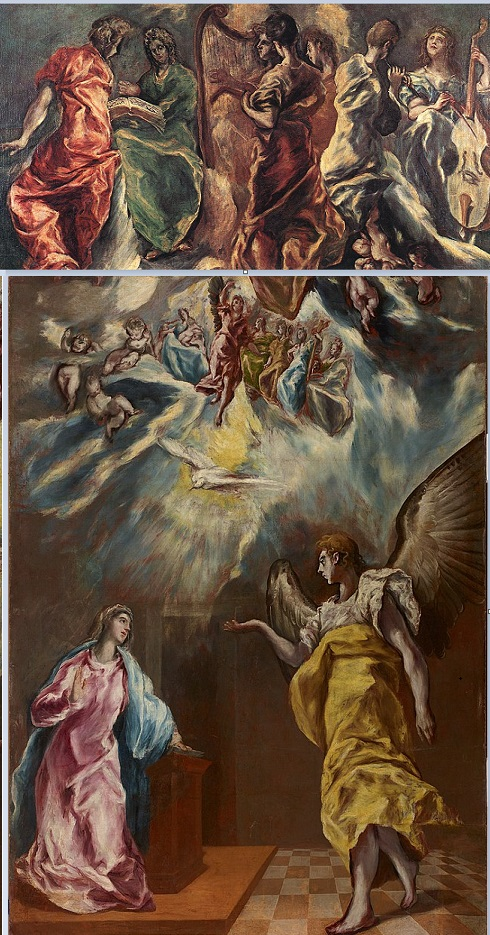
Reconstrucción de las dos partes de la pintura original. La parte superior se conoce actualmente como Concierto de ángeles y se encuentra en la Pinacoteca Nacional de Atenas.

#### Datos técnicos y registrales
- Fundación Banco Santander.[4]
- Pintura al óleo sobre lienzo;
- Dimensiones: 294 x 209 cm;
- Datación: esbozado e iniciado por el Greco hacia 1608-1614, y terminado por Jorge Manuel hacia 1622;
- Consta en el catálogo razonado de Wethey con el n º. 44-a, en el de Gudiol con el n º. 225, mientras que Tiziana Frati le da la referencia 173-b.[5]

#### Descripción de la obra
Con un escenario mucho más sencillo, este lienzo difiere de la anterior Anunciación (Retablo de María de Aragón). El pavimento y la puerta resaltan la profundidad de la sala, pero se han eliminado todos los elementos simbólicos, siendo las únicas indicaciones ambientales el reclinatorio y la tarima sobre la que está María. Esta versión es la única en la que Gabriel pone los pies en el suelo. Viste una túnica blanca y paños amarillos, con hermosos pliegues que destacan gracias a la luz que proviene de la parte superior. Con una postura parecida a la del Cristo resucitado del Tabernáculo del Hospital Tavera, el arcángel se dirige a la Virgen, extendiendo su brazo derecho, con la palma de la mano abierta hacia el Cielo.
La figura de la Virgen —muy alargada y con una pequeña cabeza—.es aún más hermosa debido al impulso que la proyecta hacia adelante. Viste una túnica rosa y un manto azul, que parecen flotar sobre su cuerpo, aunque no destacan tanto como los de Gabriel —sobre todo en su parte superior— al recibir directamente la luz de arriba.
En la parte superior, el Greco también introduce variaciones con respecto a la versión anterior. El pintor representa un rompimiento de gloria de gran profundidad. Este espacio está centrado por la ígnea paloma del Espíritu Santo, que aquí no está rodeado de querubines, sino que —encima suyo— se yergue una figura angelical, vestida de rojo. A su izquierda aparece una diminuta Virgen con el Niño Jesús en su regazo, y unos angelitos representados en notables escorzos. En la parte derecha se representan unas virtudes: Fe, Prudencia, Templanza y Caridad, que aparecen listas para auxiliar a la Virgen.